# Serghei Ivanovici Vavilov
Serghei Ivanovici Vavilov (în rusă Ceргей Иванович Вавилов, n. 12/24 martie 1891, Moscova, Imperiul Rus – d. 25 ianuarie 1951, Moscova, RSFS Rusă, URSS) a fost un fizician sovietic, fratele mai mic al cunoscutului genetician Nikolai Vavilov. A fost membru al Academiei de Științe a URSS din anul 1932 și directorul Institutului de Fizică Lebedev începând cu anul 1934.
A fost șeful editurii Marii Enciclopedii sovietice și membru al Sovietului Suprem din 1946.
A fost decorat cu Premiul Stalin în anii 1943, 1946, 1951 și 1952.
Pentru a onora memoria fraților Nikolai și Serghei Vavilov, astronomul sovietic Nikolai Stepanovici Cernîh a numit 2862 Vavilov asteroidul descoperit pe 15 mai 1977 la Observatorul Astronomic Naucinîi din Crimeea.